# Diacetoxyiodbenzol
Diacetoxyiodbenzol (Akronyme: DAIB, DIB, BAIB, PIDA; veraltet: Essigsaures Iodosobenzol) ist eine organische chemische Verbindung, die zuerst 1892 von Conrad Willgerodt synthetisiert wurde. Es ist ein versatiles Oxidationsmittel, welches oft in Kombination mit elementarem Iod verwendet wird; z. B. in der Suaréz-Modifikation der Hofmann-Löffler-Freytag-Reaktion. Das Molekül besitzt eine T-förmige Struktur.

## Gewinnung und Darstellung
Diacetoxyiodbenzol kann aus Iodosobenzol gewonnen werden, indem dieses mit Essigsäure unter Wasserabspaltung umgesetzt wird. Eine weitere Herstellvariante ist die Oxidation von Iodbenzol mit Peressigsäure, Natriumperborat, Natriumperiodat oder Chrom(VI)-oxid.

## Eigenschaften

### Physikalische Eigenschaften
Diacetoxyiodbenzol kristallisiert in flachen, farblosen Prismen.

### Chemische Eigenschaften
Diacetoxyiodbenzol zeigt oberhalb des Schmelzpunktes eine exotherme Zersetzung. Als Zersetzungsprodukte wurden Methyliodid, Iodbenzol, Phenylacetat, Essigsäure und Kohlendioxid gefunden. Die Verbindung ist gegenüber Wasser nicht beständig. Es zeigt bei Reaktionen ähnliche Eigenschaften wie Bleitetraacetat, ist aber allgemein effektiver als jenes.

## Verwendung
Die Verbindung kann als Photoinitiator für die kationische und radikalische Polymerisation von Methacrylaten, Styrol und Isobutylvinylether eingesetzt werden.